# Polizei-Bataillon 315
Das Reserve-Polizei-Bataillon 315 war eine militärische Einheit der Ordnungspolizei im nationalsozialistischen Deutschland und wurde im Zweiten Weltkrieg eingesetzt.

## Hintergrund
Die deutsche Ordnungspolizei war ein zentrales Instrument des Sicherheitsapparats des nationalsozialistischen Deutschlands. In der Vorkriegszeit arbeiteten der Reichsführer SS Heinrich Himmler und der Chef der Ordnungspolizei Kurt Daluege zusammen, um Polizeieinheiten der Weimarer Republik in militarisierte Formationen umzuwandeln. Diese sollten bereit sein, den Eroberungs- und Vernichtungszielen des NS-Regimes zu dienen. Für die Besetzung Polens im September 1939 wurden die Polizeitruppen zunächst in Bataillone der Ordnungspolizei formiert, wo sie zu Sicherheits- und Polizeizwecken eingesetzt wurden und auch an Hinrichtungen und Massendeportationen teilnahmen.

## Aufstellung
Das Polizei-Bataillon 315 wurde ursprünglich im Wehrkreis IV mit dem Heimatstandort Halle Ende Januar 1941 durch die Umbenennung des Polizei-Ausbildungs-Bataillon „Halle“ gebildet. Das Ausbildungsbataillon war im Frühjahr 1940 aufgestellt worden, es gibt Belege, dass die Polizisten und Rekruten im Zeitraum Mai/Juni zum Verband kamen und ab Juli in der Kaserne in Halle-Reileck der Ausbildungsbetrieb begann. In diese Zeit fällt auch die Ausrüstung des Verbands als Kraftrad-Einheit mit Stab/Pol.-Bat. 315, Nachrichten-Zug/Pol.-Bat. 315 und den drei Kompanien 1./315 (Hauptmann der Schutzpolizei Klaus (?)), 2./315 (Hauptmann der Schutzpolizei W.H. (Hilscher?)?) und 3./315 (Hauptmann der Schutzpolizei Dürer). Als Kommandeur wurde ein Major der Schutzpolizei Dall eingesetzt.

## Einsatz
Schon kurz nach Aufstellung wurde der Verband nach Brünn in das Reichsprotektorat Böhmen und Mähren verlegt. Dort wurde die weitere Verbandsausbildung im Rahmen einer Unterstellung beim Polizei-Regiment II „Mähren“ durchgeführt. Im Frühjahr 1941 erhielt der Verband die Feldpostnummer 45718.
In der Vorbereitung auf den Angriff auf die Sowjetunion, das Unternehmen Barbarossa, wurde der Verband am 10. März als Teil der Einheiten unter der Führung des Kommandostab „Reichsführer SS“ vorgemerkt. Die Zuordnung, zur Verfügung Chef der Ordnungspolizei (zV), wurde bis Juni 1941 beibehalten.

### Slowenien
In der Konsequenz aus vorgenannter Einteilung wurde der Verband bei Beginn des Balkanfeldzugs, der deutschen Intervention im italienisch-griechischen Krieg und dem deutschen Angriffskrieg gegen Jugoslawien, zwischen dem 10. und 15. April für den Balkanfeldzug nach Slowenien verlegt. Es war in Maribor (Marburg), Ljutomer (Luttenberg) und an anderen Orten in der gleichen Region im Einsatz. Der Einsatz in diesem Raum dauerte bis Ende Mai 1941 und umfasste auch die Bewachung eines Internierungslager für Zivilisten.

### Vorbereitung auf den Einsatz in der Sowjetunion
Der Verband wurde Ende Mai wieder zurück ins Protektorat Böhmen und Mähren verlegt, um dort auf den bevorstehenden Einsatz an der Ostfront vorbereitet zu werden. Wieder wurde der Verband als taktische Einheit des Kommandostab „Reichsführer-SS“ in dessen Kommandostruktur integriert. Bis Ende Juli 1941 wurde der Verband in Reserve gehalten und dann nach Zamość befohlen.

### Sowjetunion

#### Galizien
Aus dem Raum Zamość marschierte der Verband Anfang August 1941 nach Galizien und erreicht über Rawa Ruska zuerst Lwiw (Lemberg) und dann Tarnopol, wo es im zivilen Polizeischutz eingesetzt war, um bei einem Hochwasser des Dnjestr für Ordnung zu sorgen. Nach einigen Wochen war die Situation normalisiert.

Es folgte eine Phase der weiteren militärischen Ausbildung in Tarnopol. Hierbei ist nicht bekannt, welcher übergeordneten Kommandobehörde der Verband in dieser Zeit unterstellt war. Dieser Zustand ist jedoch nicht verwunderlich, wenn man sich mit der problematischen Lage des SS-PF „Lemberg“ zu dieser Zeit beschäftigt. Die reguläre Unterstellung in organisatorischer Hinsicht dürfte vermutlich beim Polizei-Regiment (KdO) „Lemberg“ gelegen haben. Allerdings war es für den besonderen Einsatz vermutlich eng an das Einsatzkommando „Lemberg“ (Einsatzgruppe zbV) angebunden. Aus letzterer Zuordnung dürfte der Einsatz des Polizei-Bataillon 315 bei der Ermordung von 300 jüdischen Zivilisten in Tarnopol im August 1941 resultiert haben.

Der Einsatz in Galizien dauerte wohl bis in den Herbst 1941 an. Etwa im Oktober oder November erfolgte die Verlegung in die Ukraine.

#### Ukraine
Als Reserveverband für besondere Aufgaben, Bataillon z.b.V., wurde es nun dem Höheren SS- und Polizeiführer (HSSPF) „Russland Süd“, Friedrich Jeckeln, unterstellt. Es kam bei einem Unternehmen vom 6. bis 8. November in Rowno zum Einsatz. In dieser geplanten Aktion, gemeinsam mit Kräften des Polizei-Bataillon 320, wurden Tötungen an Zivilisten durchgeführt, die zum Genozid des Sommer 1941 zu zählen sind. Diese koordinierten Mordeinsätze im Sommer 1941 endeten dann vorerst nach der Versetzung von Jeckeln nach Nordrussland am 26. Oktober.

Nachdem Prutzmann als Nachfolger von Jeckeln in Kiew eingetroffen war, wurden die Verantwortlichkeiten zwischen dem HSSPF „Russland-Süd“ un dem HSSPF zbV neu geregelt und das Polizei-Bataillon 315 wurden dem neu gebildeten Polizei-Regiment z.b.V. unterstellt.
 Am 6. und 7. November 1941 waren Angehörige des 315. Polizeibataillons beteiligt an der Ermordung von mindestens 15000 Juden aus Rowno.
Es liegen nicht viele Informationen über die Stationierungsorte und Einsätze des Bataillons zwischen Dezember 1941 und Januar 1942 vor. Was jedoch bekannt ist, ist die Verlegung des Verbands vor Mitte November aus dem Distrikt Rowno, in den Distrikt Shitomir, wo es nun in den Verantwortungsbereich des SSPF Otto Hellwig kam. Nach Feststellung der Staatsanwaltschaft Dortmund, soll das Bataillon in der Nähe von Rowno an einer Aktion teilgenommen haben bei der 15.000 Menschen ershossen worden sein sollen. Im August 1941 sollen Männer der Einheit 300 Menschen in Tarnopol erschossen haben.  Auf einen Befehl von Hellwig und des Reichskommissars Erich Koch etwa um den 28. Januar 1942 wurde das Polizei-Bataillon 315 mit dem Grenzschutz in Richtung Weißrussland beauftragt. Hierbei sollte das Einsickern von Partisanen aus dem nördlich gelegenen Pripjet-Gebiet verhindert werden. In der Folge dieses Auftrags wurden etwa 20 Siedlungen verwüstet und eine größere Zahl von Zivilisten getötet.

#### Operation Bamberg
Im Raum Mozyr, wo der Verband wegen zunehmender Partisanenaktionen gegen die deutschen Nachschublinien eingesetzt war, wurde die Einheit am 26. Februar zu einem Einsatz zwischen Mozyr und Shitomir befohlen. Gemeinsam mit dem Slowakischen Sicherungs-Regiment 102 wurde ein Unternehmen begonnen, das jedoch schon nach wenigen Tagen beendet wurde. Stattdessen wurde die Aktion am 26. März 1942 als Operation Bamberg neu begonnen. Nunmehr durch die 701. Infanterie-Division unterstützt, kam es im Verlauf der Operation zu furchtbaren Kriegsverbrechen und Verbrechen gegen die Menschlichkeit durch die Angehörigen aller beteiligten Einheiten. Das Polizei-Bataillon 315 war insbesondere und nachgewiesen mit der Zerstörung der Siedlung Chojno und der Ermordung von 150 Einwohnern des Dorfs beteiligt. Die Operation wurde Ende April abgeschlossen.

Über die Wochen nach der Operation Bamberg liegen keine detaillierten Informationen vor. Auch wenn es Hinweise auf das Bataillon bezüglich des 25. Mai 1942 gibt, wo das Bataillon in der Verbindung mit einem „Sicherungsverband Pieper“ (Pierer?) genannt wurde. Dies würde die Hinweise auf einen Transfer des Verbands in das Rückwärtige Heeresgebiet der 6. Armee bestätigen, da dort Kräfte für das Zerschlagen und Ausräumen des Kessels von Izjum zusammengezogen wurden.
Im Juli 1942 wurde der Verband im Rahmen der allgemeinen Neuorganisation der Polizeieinheiten und der Umbenennung des Polizei-Regiment zbV in Polizei-Regiment 11 ebenfalls neu benannt. Die offizielle Namensänderung in II. Bataillon / Polizei-Regiment 11 ist jedoch im Fall dieser Einheit ausschließlich unter Zuordnung der Feldpostnummer in der offiziellen Feldpostübersicht zu finden, auch wenn dieser dort erst im Herbst 1942 zu finden ist.

### Weiterer Verbleib: Polen 1942
Im November 1942 erschossen Bataillonsangehörige 3.000 Juden aus dem Ghetto von Kobryn.  Anschließend fanden Mordaktionen bei Pinsk und Stolin statt. Ende 1942 wurden in den Pripjetsümpfen Orte zerstört, die Bevölkerung vertrieben und 600 Menschen erschossen.

## Juristische Aufarbeitung
Die Zentralstelle Dortmund für Massenverbrechen ermittelte 1982 wegen des Massakers von Rowno im November 1941. Das Verfahren wurde eingestellt.